# Over (Seevetal)
Pour les articles homonymes, voir Over.
Over est un quartier de la commune de Seevetal dans l'arrondissement de Harbourg, Land de Basse-Saxe.

## Géographie
Over est au nord-est de Seevetal sur l'Elbe, à l'affluence de la Seeve.
L'Untere Seeveniederung entre Hörsten et Over est une zone protégée. Dans la zone d'Over se trouve le plan d'eau d'Over Brack. Il y a aussi plusieurs très grands saules blancs et quelques anciennes haies d'aubépine.

## Histoire
Avec la loi du Grand Hambourg en 1937, Over perd Overhaken, territoire située sur la rive droite de l'Elbe.
Over fusionne avec 18 autres municipalités le 1er juillet 1972 pour former la municipalité de Seevetal.

## Source, notes et références
- (de) Cet article est partiellement ou en totalité issu de l’article de Wikipédia en allemand intitulé « Over (Seevetal) » (voir la liste des auteurs).

1. ↑  (de) Freie und Hansestadt Hamburg · Landesbetrieb Geoinformation und Vermessung, LGV Aktuell : 2015Geschichte des Liegenschaftskatasters in Hamburg, Das preußische Kataster in Hamburg von 1870 – 1950, 2015, 24 p. (lire en ligne), p. 4
2. ↑  (de) Statistisches Bundesamt, Historisches Gemeindeverzeichnis für die Bundesrepublik Deutschland. Namens-, Grenz- und Schlüsselnummernänderungen bei Gemeinden, Kreisen und Regierungsbezirken vom 27.5.1970 bis 31.12.1982, 1983 (ISBN 3-17-003263-1), p. 228